# Horn (Baixa Áustria)
Horn é um município da Áustria localizado no distrito de Horn, no estado de Baixa Áustria.
Pertence à rede das Cidades Cittaslow.